# 龙眼
龙眼（学名：Dimocarpus longan），又称桂圆、福圓、荔枝奴、亚荔枝、燕卵、牛眼，为水果，寿命最长可达400多年。

## 名称由来

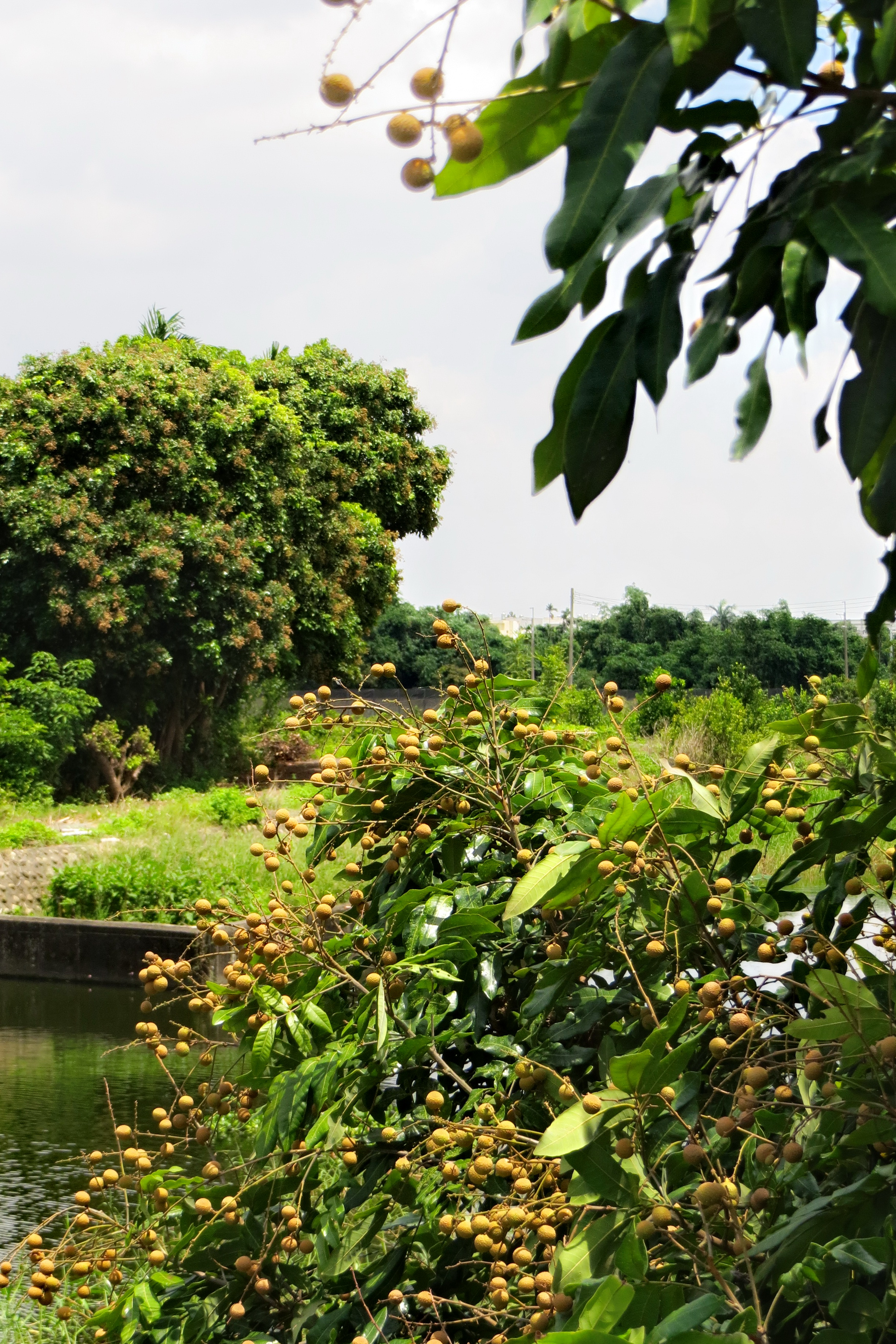
龍眼樹

常绿大乔木，高6－10米。长椭圆形叶子互生，全缘、革质、光滑无毛，长6－10厘米，宽2-4厘米，基部倾斜。开黄白小花，有雄性与雌性两性花，成实于初秋。其实累累而坠，外形圆滚，如弹丸却略小于荔枝，皮青褐色，革质而脆，果肉味甜可食。去皮则晶莹剔透偏浆白，隐约可见内里红黑色果核，极似眼珠，故以“龙眼”名之。

## 产地
龍眼為栽培果樹，與荔枝、香蕉、鳳梨同为華南四大珍果。越南、印尼、臺灣亦有生產。

## 用途
可用作风景林和防护林，木材坚固耐久，根、干可以提烤胶。疏林砍伐，根幹經悶燒製成木炭，熱值高，味道佳，是碳烤使用者的首選。其花蜜稱為「龍眼蜜」，是蜂蜜中品質極好者，色泽金黃透亮。
果實可生吃，也可以含殼烘烤成果乾稱為龍眼乾，一者可以常年存放，也是藥用的最佳選擇；二者避免產季生果產量過多，價格不好或滯銷，造成果賤傷農。还可与银耳等熬成甜汤，十分滋润。龍眼乾含殼保存，去殼去子核後可以保存更久，利於長年食用或藥用，而對於風乾的果實肉，人們多以「桂圓」稱之。

## 早期記載
《三輔黃圖》記載漢武帝往上林苑移植龍眼。漢武帝劉徹嘗到了荔枝、龍眼的滋味後，便下令要南方上貢荔枝等生鮮，並從廣東交趾移來荔枝龍眼樹一百株，專在長安城外修建了一座富麗堂皇的扶荔宮以植之。可惜這一百株荔枝龍眼，因氣候、土質不宜卻無一生長，武帝大怒，誅殺了數十名守吏。
從西漢武帝至東漢安帝近二百年間，宮中向有舊例，每年都把龍眼、荔枝等名貴生鮮列為貢品，要嶺南各地向漢皇朝進貢。蘇東坡有一首《荔枝歎》，寫荔枝龍眼進貢朝廷的情形．原詩作者自注：「漢永元中，交州進荔枝，龍眼，十里一置，五里一堠，奔騰死亡，蛇猛獸毒中之害者無數。唐羌，字伯游，為臨武長，上書言狀，和帝罷之。」

## 傳說
傳說一：

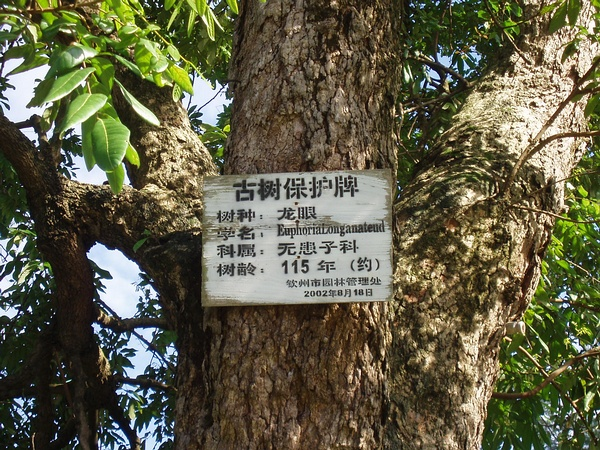
刘永福故居内的龙眼树说明牌。

相傳古時有一條惡龍興風作浪，摧田毀屋，為害一方。有英武少年名叫桂圓，決心為民除害。他隻身與惡龍搏鬥，用鋼刀先刺出惡龍的左眼，在惡龍反撲時，又挖出其右眼，惡龍因流血過多而死，桂圓也因傷勢過重去世。鄉親們將龍眼和桂圓埋在一起，第二年便長出兩棵大樹，樹上結果，果核圓亮，極似龍眼。於是，稱樹為“龍眼樹”，稱果為“龍眼”，又名“桂圓”。
傳說二：
有一個人，結識了一條善龍。後來街上貼出皇榜，招尋龍眼為皇后治療眼病。此人去找善龍，善龍就把自己的一隻眼睛挖下來給他。此人把龍眼獻給皇帝，皇帝大喜，賞其金銀若干，說你若能把另一隻龍眼也搞來，我讓你做大官。於是此人又去找善龍。善龍說不行，一隻眼可以給你，兩隻眼都沒了，我怎麼行雲布雨？此人便趁善龍不注意，掏出刀子就朝龍眼上猛刺。善龍疼而大怒，張口將此人叼起，摔了個一命嗚呼。那只龍眼掉到地上，變成了龍眼樹。
傳說三：
傳說以前楊貴妃生病了，什麼東西都不吃，有位大臣向唐玄宗推荐一種水果給楊貴妃吃，楊貴妃看到這個水果就有了食慾，吃下去之後，病就好了，玄宗因此給這種水果取名叫桂圓（貴體復原）。

## 別名
龍眼因是皇室的貢品而得名“龍眼”，但後來此名反而成為忌諱。因為吃“龍眼”就是吃“龍的眼睛”，龍（皇帝）的眼睛又豈能吃的呢。因此龍眼後來有別的名字。
北魏（386—534年）．賈思勰《齊民要術》云：“龍眼一名益智，一名比目。”因其成熟于桂樹飄香時節，俗稱桂圓。“另有一說桂圓一名是由於龍眼是廣西（桂）產的比較多，又圓圓的，所以北方人稱之為桂圓．另外亦有人把產自福建稱為福圓。
另在客家語中，龍眼皆稱「牛眼」。

## 龍眼與荔枝

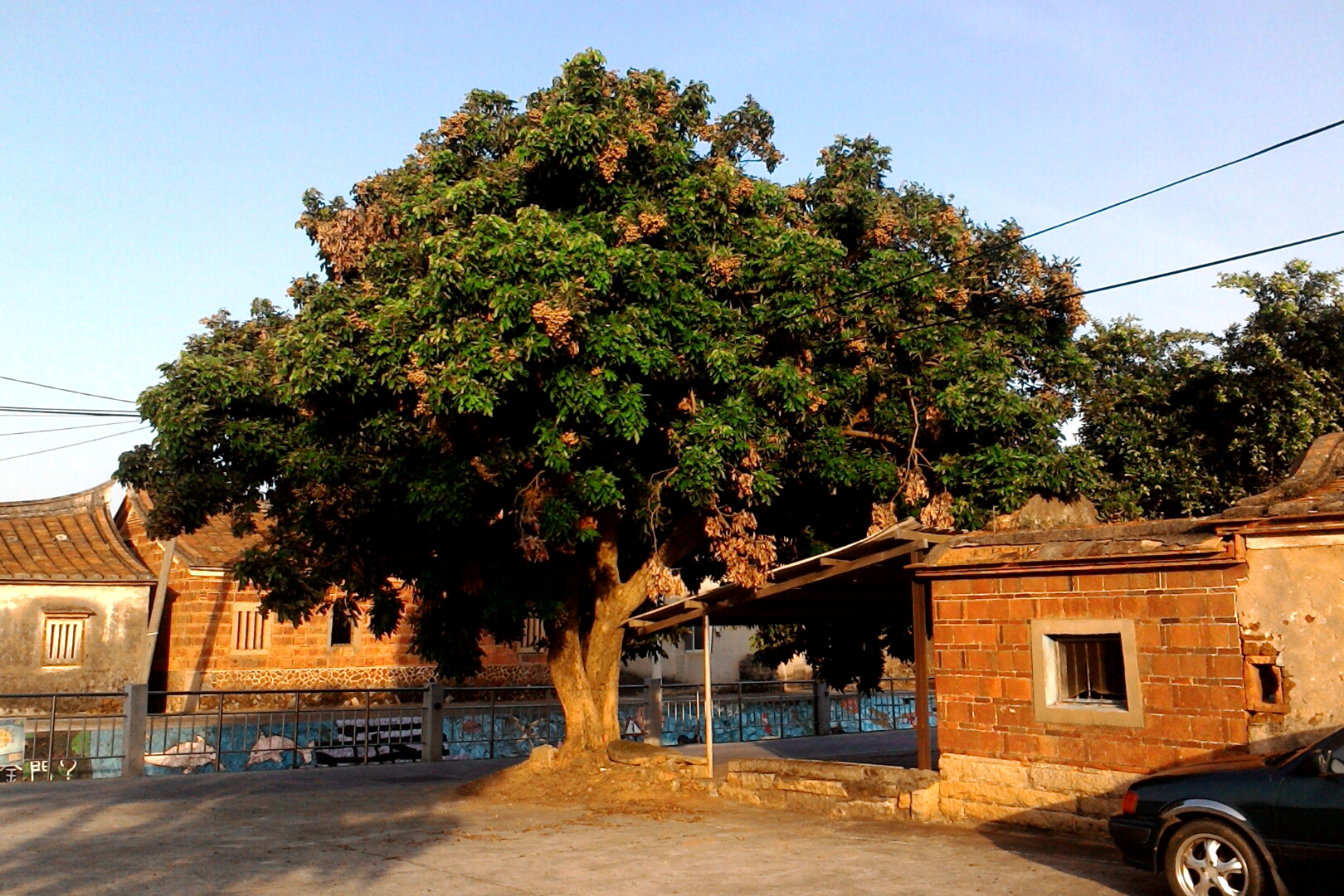
金門縣金寧鄉下堡聚落龍眼樹。

從漢代的時候人們就經常將龍眼、荔枝兩種水果並稱。其中緣由包括這兩種水果的產區非常一致。早在北宋的時候，《圖經本草》的作者蘇頌就注意到：“出荔枝處，皆有之”。另外，這兩種果樹的樹形和樹葉都非常相似。一般而言，荔枝成熟比龍眼早，而且果實比龍眼大，因此，龍眼有亞荔枝、荔枝奴的別名。
龍眼和荔枝齊名。作為一種水果它雖不如荔枝那樣味美多汁，但它所具有的滋補功能歷來為人們所稱道。經常用作製果乾和果膏，作為滋補劑。對於龍眼的營養價值，我們可以從《神農本草經》的記述中看出古人的認識。原書寫道：“久服強魂、聰明、強身不老，通神明。一名益智。”
龍眼與荔枝不同，這是一種需要嫁接的果樹，《廣東新語》記載：“龍眼必經博接乃子，花頭十汰七八”。實際上華南人民可能很早（當與北方接梨同期）就發明了龍眼嫁接技術。現在龍眼仍常用播種繁殖，然後再進行嫁接栽培。荔枝和龍眼都是非常受閩粵一帶人民喜愛的果樹。

## 桂圆与龙荔
1993年到1994年间，中国大陆很多媒体报道了所谓龙荔（疯人果）冒充桂圆的传闻。一些地方将疑似疯人果的桂圆销毁，造成巨大经济损失。然而，经过中国科学院植物研究所标本馆研究确认，此事不实。